# Хассан, Тамер
Таме́р Хасса́н (англ. Tamer Hassan; род. 18 марта 1968, Лондон) — английский актёр.

## Ранняя жизнь
Хассан родился в Нью-Кросс в Южном Лондоне, Англия. Он турок-киприот. После того, как он получил травму в любительском боксе, Хасан обратился в ресторанный бизнес и стал владельцем ночных клубов. Хассан в настоящее время является владельцем, председателем совета директоров, а также игроком и тренером футбольного клуба «Гринвич Боро» в Дартфорде, графство Кент. Он также управляет боксерским залом «Элтем».
Хассан является болельщиком футбольного клуба «Миллуолл».

## Личная жизнь
Хассан женат и у него двое детей. Его близким другом является актёр Дэнни Дайер, кокни, также как и Хассан. Его сын Тазер играет в футбол.

## Избранная фильмография
| Год     | Русское название           | Оригинальное название       | Роль                      | Примечания          |
| ------- | -------------------------- | --------------------------- | ------------------------- | ------------------- |
| 1987    | Нет выхода                 | No Way Out                  | офицер на вечеринке       |                     |
| 2003    | Чисто английское убийство  | The Bill                    | Хасан Эргуншах            | Эпизод: «090»       |
| 2004    | Парень из кальция          | The Calcium Kid             | Пит Райт                  |                     |
| 2004    | Фабрика футбола            | The Football Factory        | Фред                      |                     |
| 2004    | Слоёный торт               | Layer Cake                  | Терри                     |                     |
| 2005    | Денни цепной пёс           | Unleashed                   | Джорджи                   |                     |
| 2005    | Бэтмен: Начало             | Batman Begins               | водитель лимузина Фейдена |                     |
| 2005    | 7 секунд                   | 7 Seconds                   | Рахуд                     |                     |
| 2007    | Порок на экспорт           | Eastern Promises            | чеченец                   |                     |
| 2008    | Касс                       | Cass                        | Рэй                       |                     |
| 2009    | Отель Вавилон              | Hotel Babylon               | Гомес                     | 2 эпизода           |
| 2009    | Поворот не туда 3          | Wrong Turn 3: Left for Dead | Чавес                     |                     |
| 2010    | Пипец                      | Kick-Ass                    | Мэттью                    |                     |
| 2010    | Битва титанов              | Clash of the Titans         | Арес                      |                     |
| 2011    | Двойной агент              | The Double                  | Боз                       |                     |
| 2010–12 | Морская полиция: Спецотдел | NCIS                        | Ага Байяр                 | 3 эпизода           |
| 2013–14 | Дракула                    | Dracula                     | Каха Рума «Марокканец»    | Второстепенная роль |
| 2016    | Крах                       | Breakdown                   | Ираз Карталь              | Второстепенная роль |
| 2017    | Большой куш                | Snatch                      | Гарри                     |                     |